# Nadia Röthlisberger-Raspe
Nadia Röthlisberger-Raspe, née le 30 juin 1972 à Bâle et morte le 9 février 2015 à la suite d'un cancer osseux, est une joueuse suisse de curling notamment médaillée d'argent aux Jeux olympiques d'hiver de 2002.

## Carrière
Pendant sa carrière, Nadia Röthlisberger-Raspe participe trois fois aux championnats du monde où elle remporte l'argent en 2000 et le bronze en 2004. Elle prend également part à trois championnats d'Europe, où elle gagne à chaque fois une médaille : l'argent en 2003 et le bronze en 1999 et en 2001. Elle participe une fois aux Jeux olympiques, en 2002 à Salt Lake City aux États-Unis, avec Laurence Bidaud, Luzia Ebnöther, Tanya Frei et Mirjam Ott. Elle est médaillée d'argent après une défaite en finale contre les Britanniques.